# Station to Station
| 전문가 평가                   | 전문가 평가 |
| 평가 점수                     | 평가 점수   |
| 출처                          | 점수        |
| ----------------------------- | ----------- |
| AllMusic                      | [ 2 ]       |
| Blender                       | [ 3 ]       |
| Chicago Tribune               | [ 4 ]       |
| Christgau's Record Guide      | A           |
| Encyclopedia of Popular Music | [ 6 ]       |
| The Independent               | [ 7 ]       |
| Pitchfork                     | 9.5/10      |
| Q                             | [ 9 ]       |
| The Rolling Stone Album Guide | [ 10 ]      |
| Spin                          | [ 11 ]      |

《Station to Station》은 1976년 RCA 레코드가 발매한 영국의 싱어송라이터 데이비드 보위의 열 번째 스튜디오 음반이다. 일반적으로 그의 가장 중요한 작품 중 하나로 여겨지는 《Station to Station》은 그의 공연 페르소나인 씬 화이트 듀크의 차량이었다. 이 음반은 니콜라스 로그의 《지구에 떨어진 사나이》 촬영을 마친 뒤 녹음된 것으로 커버 작품에는 영화의 스틸이 담겼다. 이 세션 동안 보위는 마약, 특히 코카인에 크게 의존했으며, 후에 그는 생산품의 거의 아무것도 회수하지 못했다고 주장했다.
음악적으로, 《Station to Station》은 보위에게 과도기적인 음반으로, 노이!, 크라프트베르크 등 독일 밴드의 영향을 받은 새로운 방향을 제시하면서 그의 전작인 《Young Americans》의 펑크와 솔 음악을 발전시켰다. 이 음반의 가사는 프리드리히 니체, 알레이스터 크롤리, 신화, 종교에 대한 그의 선입관을 반영했다. 펑크와 크라우트록, 로맨틱한 발라드, 신비주의를 소재로 한 《Station to Station》은 "보위의 가장 접근하기 쉬운 음반 중 하나이자 그의 가장 이해하기 어려운 음반"으로 묘사되어 왔다. 보위 자신은 《Station to Station》은 "나를 위해 유럽으로 돌아오라는 간청"이라고 말했다.
싱글 〈Golden Years〉에 이어, 《Station to Station》은 영국과 미국 차트에서 상위 5위를 차지했다. 이 음반에서 탐구된 음악 스타일은 1977년~79년 브라이언 이노와 함께 녹음된 "베를린 3부작"으로 보위가 가장 호평을 받은 작품 중 일부에서 절정에 이를 것이다. 2012년에는 《롤링 스톤》이 선정한 역사상 가장 위대한 음반 500장 중 324위에 올랐다. 이후 여러 차례 재발행돼 2016년 《Who Can I Be Now? (1974–1976)》 박스 세트의 일부로 리마스터드됐다.

## 배경
전기 작가 데이비드 버클리에 따르면, 로스엔젤레스에 본부를 둔 보위는 "천문학적인" 코카인 습관에 의해 연료를 공급받고, 후추와 우유의 식단에 의존하며 1975년~76년 사이 "정신적 테러 상태"에서 많은 시간을 보냈다. 《플레이보이》와 《롤링 스톤》에 들어간 이야기들은 대부분 《플레이보이》와 《롤링 스톤》에 들어간 이야기들인데, 《플레이보이》가 고대 이집트의 예술품들로 가득찬 집에 살고 있는 가수의 작품들을 돌렸고, 검은 양초를 태웠고, 시체가 그의 창문 너머로 떨어지는 것을 보고, 마녀들에게 정액을 빼앗기고, 롤링 스톤스로부터 비밀 메시지를 받고, 지미 페이지 동료인 알리스터 크롤리 광장에 대한 병적인 공포 속에서 살고 있다. 보위는 나중에 로스엔젤레스에 대해 "지구의 면전에서 망할 곳이 없어져야 한다"고 말하곤 했다.
보위가 《The Return of the White Duke》라고 불리는 사이비 자서전을 쓰기 시작한 것은 그의 첫 번째 주요 영화인 《지구에 떨어진 사나이》의 촬영장에서였다. 그는 또한 비록 이것이 결실을 맺지는 못할지라도, 그 그림의 사운드 트랙을 제공한다는 것을 이해하여 음악을 작곡하고 있었다(보위의 추천으로, 마마스 앤 파파스의 존 필립스가 대신 이 영화를 위해 모든 오리지널 음악을 작곡하고 제작했다). 니콜라스 로그 감독은 토마스 제롬 뉴턴이 제작이 끝난 후에도 한동안 그의 곁에 남아있을 것 같다고 별에게 경고했다. 로그의 동의로, 보위는 영화에 대한 자신의 외모를 발전시켰고, 이는 이후 12개월 동안 그의 대중적 이미지와 두 장의 음반 커버로 이어졌고, 뉴턴의 연약함과 냉담함이 묻어나왔다.

## CD 발매
이 음반은 CD로 여러 번 발매되었으며, 1985년 RCA가 처음 발매했으며, 오리지널 흑백 커버 아트와 함께 발매되었다. 이 음반은 1991년 라이코디스크에 의해 2개의 라이브 보너스 트랙과 함께 다시 발매되었다. EMI에 의한 1999년 발매는 24비트 디지털 리마스터 사운드를 특징으로 하지만 보너스 트랙은 없다. 두 발매 모두 커버 아트의 컬러 버전을 사용했으며, 상단의 빨간색 "STATIONTION DAVIDBOWIE" 텍스트 외에 앞면 커버 전체를 사진 속에 담았다. 이 수정된 삽화는 EMI 재팬이 미니 LP 발매에 오리지널 흑백 삽화를 재사용했던 2007년까지 음반의 CD 발행에 표준이 될 것이다. 이 음반은 2010년 EMI에 의해 스페셜과 디럭스 에디션에서 재발매되었으며, 두 음반 모두 더 큰 상자 안에 미니 LP 복제 슬리브로 음반을 선보였다. 디럭스 에디션은 공동 프로듀서 해리 매슬린의 음반의 스테레오 사운드와 서라운드 사운드 리믹스를 포함했다.
이 음반은 2016년에 다시 리마스터되어 《Who Can I Be Now? (1974–1976)》 박스 세트에 포함되었고, 다음 해에 개별 CD 발매가 가능해졌다. 박스 세트에는 1976년 오리지널 믹스와 2010년 스테레오 리믹스 《Station to Station》이 포함되어 있으며, 미니 LP 슬리브로 개별 포장되어 있다. 1976년 믹스는 오리지널 커버 아트를 사용하는 반면, 2010년 믹스는 1991년 전면 커버 아트의 컬러 보정 버전을 사용한다. 오리지널 커버 아트는 1976년 믹스만 포함하고 있는 2017년 독립 실행형 CD 발매에도 사용된다.

## 곡 목록
모든 곡들은 특별한 언급이 없는 한 데이비드 보위에 의해 작사/작곡하였다.
| #  | 제목                   | 재생 시간 |
| -- | ---------------------- | --------- |
| 1. | 〈Station to Station〉 | 10:15     |
| 2. | 〈Golden Years〉       | 3:59      |
| 3. | 〈Word on a Wing〉     | 6:04      |

| #  | 제목                 | 작사·작곡                    | 재생 시간 |
| -- | -------------------- | ---------------------------- | --------- |
| 1. | 〈TVC 15〉           |                              | 5:31      |
| 2. | 〈Stay〉             |                              | 6:16      |
| 3. | 〈Wild Is the Wind〉 | 네드 워싱턴, 디미트리 티옴킨 | 6:06      |

## 인증
| 국가                                                  | 인증 | 판매량/출하량 |
| ----------------------------------------------------- | ---- | ------------- |
| 캐나다 (뮤직 캐나다)                                  | 골드 | 50,000^       |
| 프랑스                                                | —    | 100,500*      |
| 영국 (BPI)                                            | 골드 | 100,000^      |
| 미국 (RIAA)                                           | 골드 | 500,000^      |
| *판매량을 기반으로 한 인증 ^출하량을 기반으로 한 인증 |      |               |